# Sandie Richards
Sandie Richards (née le 6 novembre 1968 à Clarendon) est une ancienne athlète jamaïcaine, spécialiste du 400 mètres. Elle a été médaillée olympique à deux reprises en relais, remportant l'argent en 2000 avec Catherine Scott, Lorraine Graham et Deon Hemmings et le bronze en 2004 avec Novlene Williams, Michelle Burgher et Nadia Davy.
Sandie Richards a remporté sa première médaille internationale, du bronze, en 1986 aux championnats du monde junior. L'année suivante, elle remportait encore du bronze aux Universiades et faisait ses débuts aux Jeux olympiques d'été un an plus tard. En 2001 à Edmonton, elle était membre du relais 4 × 400 mètres qui remportait le titre, la première victoire en relais pour la Jamaïque aux championnats du monde. Elle détient le record d'apparitions en finale des championnats du monde en salle (cinq sur 400 mètres et quatre en relais 4 × 400 mètres).
Elle a obtenu un diplôme de sociologie à l'université du Texas à Austin.

## Palmarès

### Jeux olympiques d'été
- Jeux olympiques d'été de 1988 à Séoul ( Corée du Sud)
  - éliminée en série sur 400 m
  - 5e en relais 4 × 400 m
- Jeux olympiques d'été de 1992 à Barcelone ( Espagne)
  - 7e sur 400 m
  - 5e en relais 4 × 400 m
- Jeux olympiques d'été de 1996 à Atlanta ( États-Unis)
  - 7e sur 400 m
  - 4e en relais 4 × 400 m
- Jeux olympiques d'été de 2000 à Sydney ( Australie)
  - éliminée en demi-finale sur 400 m
  -  Médaille d'argent relais 4 × 400 m
- Jeux olympiques d'été de 2004 à Athènes ( Grèce)
  -  Médaille de bronze en relais 4 × 400 m

### Championnats du monde d'athlétisme
- Championnats du monde d'athlétisme de 1987 à Rome ( Italie)
  - éliminée en demi-finale sur 400 m
  - 6e en relais 4 × 400 m
- Championnats du monde d'athlétisme de 1993 à Stuttgart ( Allemagne)
  -  Médaille de bronze sur 400 m
  - 4e en |relais 4 × 400 m
- Championnats du monde d'athlétisme de 1995 à Göteborg ( Suède)
  - 8e sur 400 m
  - disqualifiée en relais 4 × 400 m
- Championnats du monde d'athlétisme de 1997 à Athènes ( Grèce)
  -  Médaille d'argent sur 400 m
  -  Médaille de bronze en relais 4 × 400 m
- Championnats du monde d'athlétisme de 2001 à Edmonton ( Canada)
  - éliminée en demi-finale sur 400 m
  -  Médaille d'or en relais 4 × 400 m
- Championnats du monde d'athlétisme de 2003 à Paris ( France)
  - éliminée en demi-finale sur 400 m
  -  Médaille de bronze en relais 4 × 400 m

### Championnats du monde d'athlétisme en salle
- Championnats du monde d'athlétisme en salle de 1993 à Toronto ( Canada)
  -  Médaille d'or sur 400 m
  -  Médaille d'argent en relais 4 × 400 m
- Championnats du monde d'athlétisme en salle de 1995 à Barcelone ( Espagne)
  -  Médaille d'argent sur 400 m
  - relais jamaïcain non partant en finale du relais 4 × 400 m
- Championnats du monde d'athlétisme en salle de 1997 à Paris ( France)
  -  Médaille d'argent sur 400 m
- Championnats du monde d'athlétisme en salle de 1999 à Maebashi ( Japon)
  - 5e sur 400 m
  - 5e en relais 4 × 400 m
- Championnats du monde d'athlétisme en salle de 2001 à Lisbonne ( Portugal)
  -  Médaille d'or sur 400 m
  -  Médaille d'argent en relais 4 × 400 m
- Championnats du monde d'athlétisme en salle de 2003 à Birmingham ( Royaume-Uni)
  - éliminée en demi-finale sur 400 m
  -  Médaille d'argent en relais 4 × 400 m

### Jeux du Commonwealth
- Jeux du Commonwealth de 1994 à Victoria ( Canada)
  -  Médaille de bronze sur 400 m
  -  Médaille d'argent en relais 4 × 400 m
- Jeux du Commonwealth de 1998 à Kuala Lumpur ( Malaisie)
  -  Médaille d'or sur 400 m
- Jeux du Commonwealth de 2002 à Manchester ( Angleterre)
  -  Médaille de bronze sur 400 m
  - abandon en finale du relais 4 × 400 m

### Jeux panaméricains
- Jeux Panaméricains de 1987 à Indianapolis ( États-Unis)
  - 8e sur 400 m
  -  Médaille de bronze en relais 4 × 400 m
- Jeux Panaméricains de 1991 à La Havane ( Cuba)
  - 6e sur 400 m
  -  Médaille de bronze en relais 4 × 400 m

### Jeux Panaméricains junior
- Jeux Panaméricains junior de 1986 à Winter Park ( États-Unis)
  -  Médaille d'or sur 400 m
  -  Médaille de bronze en relais 4 × 400 m

### Universiades
- Universiade d'été 1987 à Zagreb ( Yougoslavie)
  -  Médaille de bronze sur 400 m

### Jeux d'Amérique centrale et des Caraïbes
- Jeux d’Amérique centrale et des Caraïbes de 1998 à Maracaibo ( Venezuela)
  -  Médaille d'or sur 400 m
  -  Médaille d'argent en relais 4 × 400 m

### Coupe du monde des nations d'athlétisme
- Coupe du monde des nations d'athlétisme de 1994 à Londres ( Royaume-Uni)
  - 2e au classement général avec les Amériques
  - 3e en relais 4 × 400 m
- Coupe du monde des nations d'athlétisme de 1998 à Canberra ( Australie)
  - 5e au classement général avec les Amériques
  - 3e sur 400 m
  - 2e en relais 4 × 400 m
- Coupe du monde des nations d'athlétisme de 2002 à Madrid ( Espagne)
  - 3e au classement général avec les Amériques
  - 1re en relais 4 × 400 m